# Shot in the Dark (canción de Within Temptation)
«Shot In The Dark» es el quinto sencillo del álbum de estudio The Unforgiving de la banda neerlandesa Within Temptation. La canción tuvo un aviso promocionald en una radio local, pese a que el lanzamiento físico del sencillo fue confirmado el 30 de septiembre, nunca se realizó. Fue lanzado en iTunes el 12 de septiembre de 2011. El video musical, junto con el cortometraje Triplets, es la última parte de los cortos de The Unforgiving después de "Mother Maiden" / "Faster" y "Sinéad".

## Canciones
| N.º | Título                          | Letras                                            | Música                       | Duración |  |
| 1.  | «Shot in the Dark» (Radio Edit) | Sharon den Adel, Robert Westerholt, Daniel Gibson | den Adel, Westerholt, Gibson | 3:41     |  |